# Montpellier HB
Montpellier HB (Montpellier Handball) är en handbollsklubb från Montpellier i södra Frankrike, bildad som Cosmos Montpellier 1982. Det är Frankrikes mest framgångsrika herrklubb, med totalt 14 ligasegrar. 2003 och 2018 vann klubben EHF Champions League. Det är den enda franska klubben som vunnit EHF Champions League.

## Tidigare lagnamn
- Cosmos Montpellier (1982–1987)
- Montpellier La Paillade SC (1987–1989)
- Montpellier Handball (1989–2007)
- Montpellier Agglomération Handball (2007–2015)

## Spelartrupp 2023/24

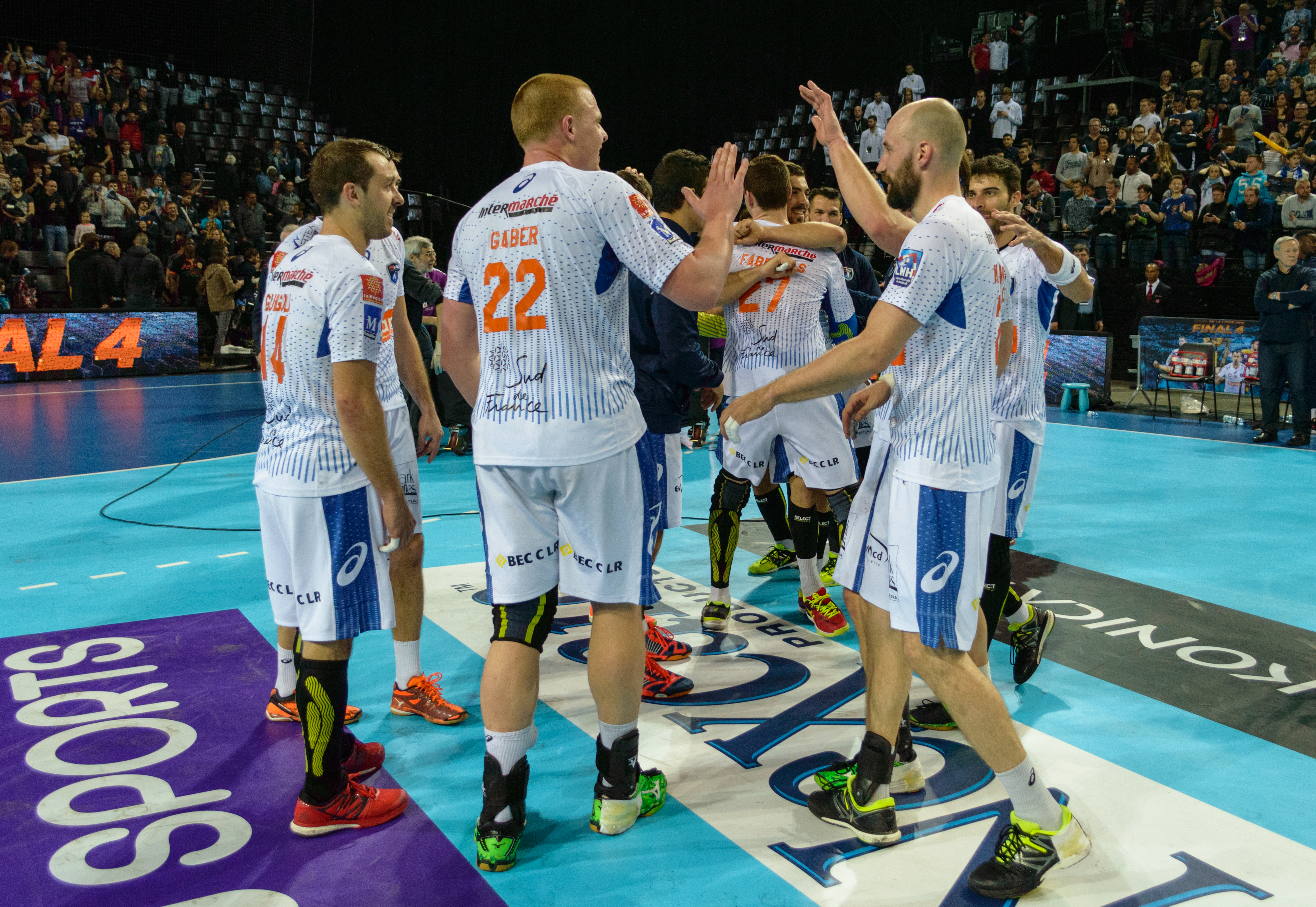
Spelare vid en Champions League-match 2016.

| Nr | Land      | Pos | Namn               |
| -- | --------- | --- | ------------------ |
| 12 | Frankrike | MV  | Charles Bolzinger  |
| 92 | Frankrike | MV  | Rémi Desbonnet     |
| 2  | Sverige   | H6  | Sebastian Karlsson |
| 4  | Argentina | M9  | Diego Simonet      |
| 5  | Frankrike | M9  | Kyllian Villeminot |
| 7  | Frankrike | H9  | Alexis Berthier    |
| 10 | Sverige   | V6  | Lucas Pellas       |
| 15 | Egypten   | M9  | Ahmed Hesham       |
| 17 | Spanien   | V6  | Jaime Fernández    |

| Nr | Land                    | Pos | Namn                        |
| -- | ----------------------- | --- | --------------------------- |
| 18 | Bosnien och Hercegovina | H9  | Marko Panić                 |
| 19 | Frankrike               | M6  | Arthur Lenne                |
| 20 | Slovenien               | M9  | Staš Skube                  |
| 22 | Frankrike               | V9  | Karl Konan                  |
| 26 | Brasilien               | V9  | Hugo Bryan Monte dos Santos |
| 28 | Frankrike               | H9  | Valentin Porte              |
| 32 | Frankrike               | H6  | Yanis Lenne                 |
| 93 | Kroatien                | M6  | Veron Načinović             |

## Meriter
- Champions League-mästare: 2 (2003, 2018)
- Franska mästare: 14 (1995, 1998, 1999, 2000, 2002, 2003, 2004, 2005, 2006, 2008, 2009, 2010, 2011, 2012)
- Franska cupmästare: 14 (1999, 2000, 2001, 2002, 2003, 2005, 2006, 2008, 2009, 2010, 2012, 2013, 2016, 2025)
- Franska ligacupmästare: 10 (2004, 2005, 2006, 2007, 2008, 2010, 2011, 2012, 2014, 2016)

## Kända spelare (i urval)
- Joël Abati (2007–2009)
- William Accambray (2005–2014)
- Grégory Anquetil (1988–2007)
- Mladen Bojinović (2002–2012)
- Patrick Cazal (?–1999)
- Hugo Descat (2019–2023)
- Didier Dinart (1997–2003)
- Jure Dolenec (2013–2017)
- Ludovic Fabregas (2015–2018)
- Jérôme Fernandez (1999–2002)
- Matej Gaber (2013–2016)
- Dragan Gajić (2011–2016)
- Vincent Gérard (2015–2019)
- Michaël Guigou (1999–2019)
- David Juříček (2004–2011)
- Nikola Karabatić (–2005, 2009–2013)
- Luka Karabatić (2008–2012)
- Daouda Karaboué (–2000, 2004–2010)
- Sebastian Karlsson (2023–)
- Vid Kavtičnik (2009–2019)
- Venio Losert (2014)
- Pascal Mahé (1992–1997)
- Bruno Martini (2000–2003)
- Erlend Mamelund (2012–2013)
- Petar Metličić (2012–2013)
- Thierry Omeyer (2000–2006, 2013–2014)
- Fredric Pettersson (2018–2021)
- Lucas Pellas (2020–)
- Valentin Porte (2016–)
- Melvyn Richardson (2017–2021)
- Diego Simonet (2013–)
- Stéphane Stoecklin (1988–1990)
- Issam Tej (2006–2015)
- Igor Tjumak (1992–1996)
- Karl Wallinius (2021–2022)